# سروکووو
سروکووو (به لهستانی:  Srokowo) یک روستا در لهستان است که در گمینا سروکووو واقع شده‌است. سروکووو ۱٬۴۰۰ نفر جمعیت دارد.